# Táler

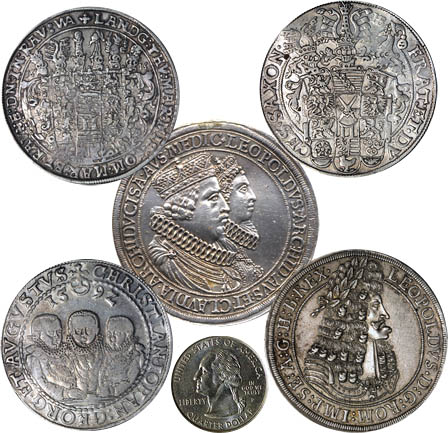
Exemplos de táleres alemães e austríacos comparados com um quarto de dólares

O táler foi uma moeda de prata usada na Europa por quase quatrocentos anos. Seu nome sobreviveu em várias moedas contemporâneas, tais como o dólar ou o tólar esloveno (substituído pelo euro).
Etimologicamente, thaler é uma abreviação de "Joachimsthaler", um tipo de moeda da cidade de Joachimsthal  (hoje Jáchymov, na Chéquia), onde a primeira moeda deste tipo foi cunhada em 1518. (em alemão arcaico Thal, hoje grafado Tal, significa "vale" e thaler quer dizer algo ou alguém "do vale".)